# Katherine Sophie Dreier

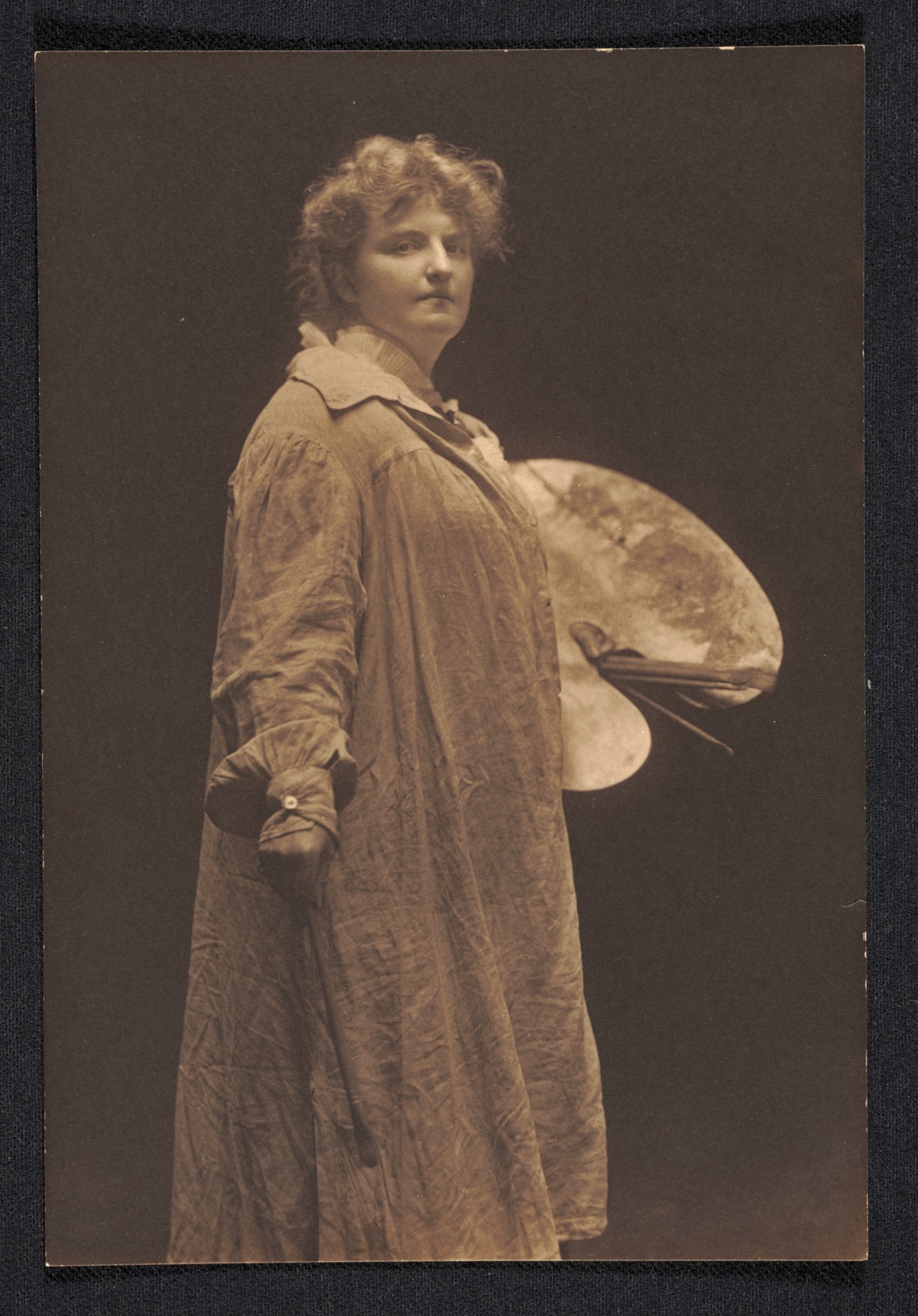
Katherine Sophie Dreier, um 1910

Katherine Sophie Dreier (* 10. September 1877 in Brooklyn, New York; † 29. März 1952 ebenda) war eine amerikanische Malerin, Kunstmäzenin und Kunstsammlerin. Zusammen mit Marcel Duchamp und Man Ray war sie Mitbegründerin der New Yorker Kunstvereinigung Société Anonyme Inc. und Mitglied der Künstlergruppe Abstraction-Création. Dreier war eine Vertreterin der abstrakten Malerei.

## Leben und Werk
Dreier war das jüngste der fünf Kinder von Dorothea Adelheid und Theodor Dreier, deutschstämmigen Emigranten aus Bremen. Der Vater war ein erfolgreicher Industrieller im Eisenhandel. Die drei Schwestern, Dorothea, Margaret und Mary waren ebenso wie Katherine sozialreformerisch und -politisch aktiv und interessierten sich für moderne Kunst; die Schwester Mary Dreier spielte eine führende Rolle in der Suffragettenbewegung.

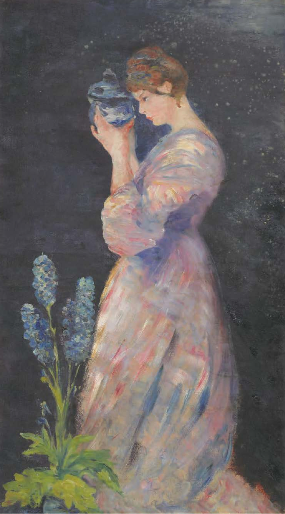
The Blue Bowl, 1911, ausgestellt in der Armory Show 1913

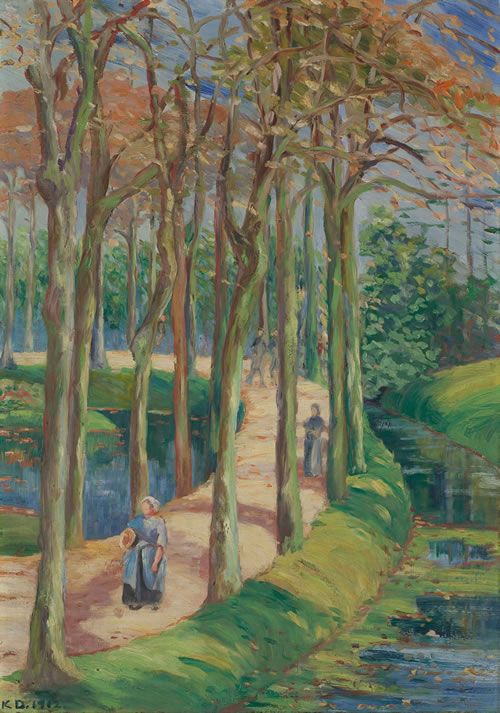
Landscape with Figures in Woods or The Avenue, Holland, um 1911/1912, ausgestellt in der Armory Show 1913

Dreier studierte an der Brooklyn Art School und am Pratt Institute. Zwischen 1907 und 1914 lebte sie überwiegend in Paris, wo sie weitere Kunststudien betrieb, Kunst kaufte, Kontakte zu europäischen Künstlern schloss und an ersten Gruppenausstellungen in Frankfurt am Main, Leipzig, Dresden und München sowie 1913 an der Armory Show in New York teilnahm. In Paris besuchte sie Gertrude Steins Salon und las die in deutscher Sprache 1912 erschienene Schrift Über das Geistige in der Kunst von Wassily Kandinsky. 

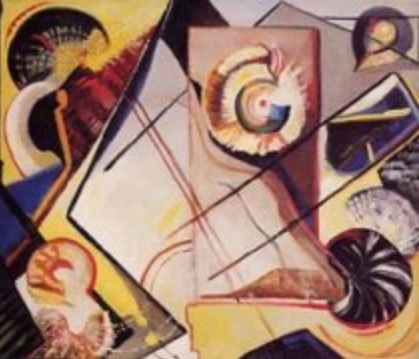
The Garden, 1918

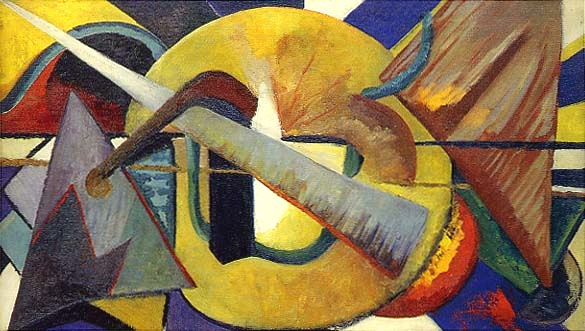
Abstract Painting of Marcel Duchamp, 1918, Museum of Modern Art, New York

Mit Ausbruch des Ersten Weltkriegs kehrte sie endgültig in die USA zurück. In New York wurde Dreier 1916 Mitglied der Society of Independent Artists, wo sie Marcel Duchamp und Man Ray, den Protagonisten des New York-DADA, begegnete. Zusammen mit Duchamp und Man Ray gründete sie am 29. April 1920 in ihrem Appartement in Manhattan die Société Anonyme Inc. als Organisation zur Förderung moderner Kunst in den USA.
Katherine Dreiers Lebensziel war es, ihr Landhaus in Redding, Connecticut in ein umfangreiches Museum für moderne Kunst umzugestalten und die Sammlung der Société Anonyme mit ihrer Privatsammlung zusammenzufassen. Darüber hinaus trat sie mit der Yale University in Kontakt, um das Kunstarchiv der Yale University Art Gallery mit ihrem Projekt zu vereinen. Im Oktober 1941 schickte sie die Sammlung der Société Anonyme Inc. nach New Haven. Doch die erhoffte staatliche Unterstützung blieb aufgrund des Eintritts der USA in den Zweiten Weltkrieg aus, und ihr Museumsprojekt drohte zu scheitern. Dreier war bald gezwungen, ihr Haus in Redding zu verkaufen. Nach Kriegsende bezog sie ein neues Haus in Milford, Connecticut. Im April 1946 begann sie erneut mit ihren Bestrebungen, die Société Anonyme wiederzubeleben und die eigene Sammlung mit der der Yale University zusammenzubringen, doch die Universität blockierte jegliche Aktionen von Dreier und Duchamp und verbot kurzerhand die Verbreitung des bereits gedruckten Katalog, weil der Name „Yale“ darauf erschien. 1948 produzierten Dreier und Duchamp schließlich in Eigenverantwortung einen Katalog der Kollektion. Doch Dreiers Traum von einem eigenen Museum war letztlich gescheitert. Unbemerkt von der Öffentlichkeit erklärten Katherine Dreier und Marcel Duchamp am 30. April 1950, zum 30. Jahrestag ihrer ersten Gemeinschaftsausstellung, die Société Anonyme für aufgelöst.
Dreier starb 1952 im Alter von 74 Jahren und wurde in der Familiengrabstätte auf dem Green-Wood Cemetery in Brooklyn beigesetzt.

## Ausstellungen (Auswahl)
- 1911: Doré Galleries, London (Einzelausstellung).
- 1913: Armory Show, New York.

## Veröffentlichungen
- Shawn der Tänzer. Vorwort von Hanns Niedecken-Gebhard; Einleitung von Hans Hildebrandt, Fotografien von Ralph Hawkins. Drei Masken Verlag, Berlin 1933.
- Three Lectures on Modern Art. Kennikat Press, Erstveröffentlichung 1971, ISBN 0-8046-1423-7.